# Спиро Килиманов
Спиро Зафиров Килиманов, също и Келемано и Келеманов, е български революционер, куриер и терорист на Вътрешната македоно-одринска революционна организация.

## Биография
Спиро Килиманов е роден в град Щип, тогава в Османската империя. Занимава се с обущарство, но е силно пристрастен към алкохола. С подкрепата на Гоце Делчев се отказва от алкохола и се присъединява към ВМОРО. Като подвижен и бързоходец изпълнява куриерски задължения, разнасяйки кореспонденция. През април 1896 година, след ареста на Дончо Щипянчето, известява Гоце Делчев, настигайки го във Винишко на път за България. След Винишката афера Спиро Келеманов заминава в Кюстендил, след което за кратко се връща в Щип и убива турските палачи в града. В 1900 година е част от терористичната група на ВМОРО в Щип заедно с Кольо Гюрков, Мите Кусото, Ване Балов, Ефрем Криводолски, Моне Вратести, Моне Сомуниката, Стойче Голубов, Диле Църнийот и други. По-късно действа като терорист на организацията в Солунско.
На 24 септември 1899 година е арестуван. В османските документи пише: Спиро Келман, син за Зафир, българин, православен, обвинен, че „поради влюбеност в някаква девойка, през нощта на 2 август 1894 година на улицата с нож убил щипянеца Дане; на 4 октомври същата година, поради откриване на някои бунтовнически планове на разбойническия комитет, убил Божин, син на Васил от село Давине; в течение на същата година убил Дончо, мухтаря на село Богословец“. Осъден е на 15 години каторга за убийството на Дане и на още 15 години каторга за убийството на Божин и Дончо. Не е амнистиран с общата амнистия от 12 април 1904 година, защото престъплението му е сметнато за обикновено, а не за политическо.
Заболява от туберкулоза в затвора, а след Младотурската революция от юли 1908 година е амнистиран. Умира малко след това заради усложняването на болестта в Щип.
Вероятно Владо Черноземски избира псевдонима си Петър Келеман по името на Спиро Килиманов.